# Тораца (Павија)
Тораца је насеље у Италији у округу Павија, региону Ломбардија.
Према процени из 2011. у насељу је живело 282 становника. Насеље се налази на надморској висини од 103 м.